# НАР 2
НАР 2 (Наставни Рачунар 2) је теоретски модел 32-битног рачунара кога је креирао професор природно-математичког факултета универзитета у Београду Недељко Парезановић као побољшање претходног НАР 1. Коришћен је током предавања о асемблерском програмирању и архитектуре рачунара ("Основе рачунарских система").

## Структура инструкција
Свака инструкција НАР 2 процесора се састојала од тачно једне 32-битне машинске речи и садржала је следеће делове:
- Код инструкције у 8 највиших битова (24...31)
- 4 бита (20...23) одреднице индексног регистра који ће бити употребљен у одговарајућим начинима адресирања
- 4 бита (16...19) који су одређивали начин адресирања:
  - бит 19: П - Посредно
  - бит 18: Р - Релативно
  - бит 17: И - Индиректно
  - бит 16: Н - Непосредно
- 16 најнижих битова чине параметер или аргумент инструкције

## Регистри
НАР 2 има следеће регистре:
- Бројач наредби БН
- 32-битни акумулатор чији садржај може бити третиран било као реалан или цео број
- До 16 индексних регистара, X0...X15. Међутим, X0 никада није био употребљен - могуће да је резервисан као бројач наредби БН

## Кодови инструкција
Бројни кодови инструкција нису одређени, само њихове словне ознаке:

### Инструкције за рад са регистрима
- МУА - Меморија У Акумулатор - ставља вредност у акумулатор
- АУМ - Акумулатор У Меморију - ставља вредност акумулатора у меморију
- ПИР - Пуњење Индексног Регистра - ставља вредност у задати индексни регистар

### Целобројна аритметика
Напомена: све ознаке инструкција у овој групи се завршавају словом „Ф“ што означава рад у „фиксном зарезу“. Ово је, међутим, тачно само за инструкције сабирања, одузимања и негације (промене знака). Инструкције мнижења и дељења су чисто целобројне - зарез је фиксиран десно од цифре најмање тежине.
- САБФ (Сабери у Фиксном зарезу) - додаје вредност у акумулатор
- ОДУФ (Одузми у Фиксном зарезу) - одузиме вредност од акумулатора
- МНОФ (Множи у Фиксном зарезу) - Множи акумулатор параметром
- ДЕЛФ (Дели у Фиксном зарезу) - Дели акумулатор параметром
- ПЗАФ (Промени Знак Акумулатора у Фиксном зарезу) - Врши негацију вредности акумулатора

### Аритметика са бројевима у покретном зарезу
- САБ (Сабери) - додаје вредност у акумулатор
- ОДУ (Одузми) - одузиме вредност од акумулатора
- МНО (Множи) - Множи акумулатор параметром
- ДЕЛ (Дели) - Дели акумулатор параметром
- ПЗА (Промени Знак Акумулатора) - Врши негацију вредности акумулатора

### Логичке
- КОН (Конјункција) - врши логичко „И“ над акумулатором, са вредношћу параметра
- ДИС (Дисјункција) - врши логичко „ИЛИ“ над акумулатором, са вредношћу параметра
- НЕГ (Негација) - врши логичко „НЕ“ (инверзију) акумулатора (игнорише параметар)

### Логичка померања
- ПОЛ (Помери Лево) - помера битове акумулатора налево
- ПОД (Помери Десно) - помера битове акумулатора надесно

### Контрола тока
- НЕС (Негативни Скок) - извршава условни скок на задату адресу ако је вредност акумулатора негативна
- БЕС (Безусловни Скок) - извршава безусловни скок на задату адресу
- НУС (Нула-Скок) - извршава условни скок на задату адресу ако је вредност акумулатора нула
- ЗАР (Заустави Рачунар) - зауставља рачунар

## Стандардна синтакса
Асемблер НАР 2 рачунара је конзистентан и једноставан за интерпретацију. Свака линија програма може да садржи до једне инструкције следећег облика:
1. Словна ознака инструкције
2. Празнина, у случају да инструкција одређује индексни регистар, начин адресирања или параметар; затим зарезом одвојене:
  1. Име индексног регистра (ако је потребно)
  2. Зарезом раздвојена слова која одређују начин адресирања
  3. Вредност параметра

Пример
```
  
аум  
 
, п, 0
  
муа  
 н, 1
  
аум  
 15
  
пир  
 
, п, н, 1
  
муа  
 
, п, н, 0
  
одуф 
 н, 1
  
одуф 
 
, п, н, 0
```

## Начини адресирања
Са четири бита за одређивање начина адресирања (П, Р, И и Н), НАР 2 инструкције могу да задају до 16 различитих начина адресирања иако немају сви смисла у свим инструкцијама. Интересантно је да су називи начина адресирања изабрани тако да је могуће „П, Н“ - посредно-непосредно адресирање и да се користе називи „посредно“ и „индиректно“ уместо „индексно“ и „посредно“.
У следећој табели:
- означава 32-битну вредност (садржај) меморијске локације са адресом
- БН означава бројач наредби
- означава 16-битну вредност параметра (са знаком)
- означава индекси регистар задат подацима са треутне меморијке локације
- је функција „ефективне вредности“ при индиректном адресирању, која се рачуна по истој табели:

| Одреднице адресирања | Одреднице адресирања | Одреднице адресирања | Одреднице адресирања | Врста инструкције | Врста инструкције |
| П                    | Р                    | И                    | Н                    | Подаци            | Скок              |
| -------------------- | -------------------- | -------------------- | -------------------- | ----------------- | ----------------- |
| -                    | -                    | -                    | -                    |                   |                   |
| -                    | -                    | -                    | Н                    |                   |                   |
| -                    | -                    | I                    | -                    |                   |                   |
| -                    | -                    | И                    | Н                    |                   |                   |
| -                    | Р                    | -                    | -                    | [БН+]             | БН+               |
| -                    | Р                    | -                    | Н                    | БН+               | БН+               |
| -                    | Р                    | I                    | -                    | БН+])]            | БН+])             |
| -                    | Р                    | И                    | Н                    | БН+])             | БН+])             |
| П                    | -                    | -                    | -                    |                   |                   |
| П                    | -                    | -                    | Н                    |                   |                   |
| П                    | -                    | И                    | -                    |                   |                   |
| П                    | -                    | И                    | Н                    |                   |                   |
| П                    | Р                    | -                    | -                    | [БН+]             | БН+               |
| П                    | Р                    | -                    | Н                    | BN+               | BN+               |
| П                    | Р                    | И                    | -                    | БН+])]            | БН+])             |
| П                    | Р                    | И                    | Н                    | БН+])             | БН+])             |

Напомена: Одредница адресирања „Н“ нема ефекте на инструкције за контролу тока јер процесор не може да скочи „у вредност“ него само на задату адресу.

### Итеративно индиректно адресирање
НАР 2 подржава итеративно индиректно адресирање. Меморијска локација се прво рачуна узевши у обзир П и Р одреднице начина адресирања. Затим, ако је одредница „И“ присутна, 32-битна машинска реч се чита са те локације и прорачун почиње из почетка, укључујићи нове одреднице начина адресирања, селектора индексног регистра и вредности параметра - само се код инструкције игнорише. Тако, ако следећи програм учитамо на адресу 0 и извршимо:
```
  
муа
 И, 0
```

... замрзнућемо НАР 2 у бескрајној петљи прорачуна адресе:
1. „И, 0" одређује да адреса податка за инструкцију треба да се учита са меморијске локације 0
2. Садржај меморијске локације 0 се чита и он (опет) садржи „И, 0".
3. „И, 0" одређује да адреса податка за инструкцију треба да се учита са меморијске локације 0
4. Садржај меморијске локације 0 се чита и он (опет) садржи „И, 0".
5. „И, 0" одређује да адреса податка за инструкцију треба да се учита са меморијске локације 0
6. Садржај меморијске локације 0 се чита и он (опет) садржи „И, 0".

Приметите да:
```
  
муа
 Р, И, 0
```

изгледа општије (може да замрзне НАР 2 са било које адресе), али ово зависи од тренутна када се садржај регистра БН мења.
Остаје питање третмана одренице „Н“ (непосредно адресирање) заједно са одредницом „И“ - да ли или не треба поштовати почетну/оригиналну одредницу „Н“ из инструкције или ону која стиже са (индиректно) прочитаном адресом? Приказана табела приказује први случај само да би приказала више начина адресирања.

### Читање вредности индексних регистара
НАР 2 не садржи посебну инструкцију за читање садржаја индексних регистара која би парирала ПИР инструкцији. Ипак, постоји једноставан начин да се то изведе употребом посредног-непосредног адресирања (П, Н) као у следећем примеру:
```
  
муа
 
, П, Н, n
```

... што поставља вредност Xi+n у акумулатор. За n=0 ово практично преписује садржај задатог индексног регистра у акумулатор.